# Yuri Shimai
Yuri Shimai (百合姉妹?) è un magazine manga pubblicato con cadenza trimestrale fra il 2003 e 2004, dalla casa editrice giapponese Sun Magazine.
Yuri Shimai è uno degli esempi di riviste specializzate nella pubblicazione di storie a tematica omosessuale femminile (yuri). La stessa casa editrice pubblica anche diversi titoli yaoi, che trattano cioè di storie a tematica omosessuale maschile, quali June, Pierce, e Sabu.
Per quanto riguarda Yuri Shimai, va detto che la sua pubblicazione è stata sospesa dopo il quinto volume, nel febbraio del 2005, e che solo nel luglio dello stesso anno la rivista ha ripreso vita, ma come Comic Yuri Hime, nuova magazine di punta nel mondo dello yuri.
Per quanto riguarda i contenuti, in Yuri Shimai convivono tanto storie autoconclusive (one shot), che capitoli di lavori più lunghi e complessi, che tuttora continuano ad essere pubblicati presso Comic Yuri Hime.
Fra gli autori che hanno collaborato a tale rivista, vanno ricordati:
- Milk Morinaga, autrice di diversi manga yuri fra cui Girl Friends

- Reine Hibiki, responsabile delle illustrazioni delle copertine di Yuri Shimai, oltre che illustratore dei romanzi di Maria-sama ga Miteru.

- Konno Kita, già conosciuta per il suo Cotton.

- Shizuru Hayashiya, autrice di Strawberry Shake, uno dei titoli di punta di Yuri Shimai e tuttora pubblicato su Comic Yuri Hime, nonché autrice dei più conosciuti Onegai Teacher e Hayate X Blade.

## Uscite
- Volume 1, giugno 28, 2003, ¥880
- Volume 2, novembre 28, 2003, ¥880
- Volume 3, aprile 27, 2004, ¥880
- Volume 4, luglio 27, 2004, ¥880
- Volume 5, novembre 17, 2004, ¥880